# Stendardo del Santissimo Sacramento

Recto avec la figure du Christ ressuscité.

Le Stendardo del Santissimo Sacramento (en français : Étendard du Saint-Sacrement) est un étendard de procession, un gonfalon de Il Romanino toujours exposé dans l'église Santi Faustino e Giovita de Brescia.

## Histoire
Le gonfalon a été peint sur ses deux faces pour les membres de l'école du Saint-Sacrement de l'église Santi Faustino e Giovita pour être utilisé lors des processions de la Fête-Dieu (Corpus Domini).  Entretemps il était tendu entre deux colonnes pour que les fidèles puissent en voir les deux faces : celle de la Résurrection du Christ et celle de la Messe de saint Apollonio (it), évêque de la ville au IIe siècle.

## Description
Résurrection du Christ (recto)Le Christ émerge de son tombeau tenant sa bannière blanche à croix rouge, les soldats qui le gardent sont encore endormis pendant la scène.
Messe de saint Apollonio (verso)Selon la légende des saints Faustin et Jovite, frères et cavaliers militaires convertis et baptisés par saint Apollonio, miraculeusement  libérés de prison et devenus saints patrons de la ville de Brescia, saint Apollonio, dépourvu  des objets du culte de la célébration de la messe pendant la nuit, les reçus  malgré tout après avoir prié les saints Faustino et Jovita (nappe, hosties, calice, candélabre pour illuminer l'assemblée des fidèles). Il est donc représenté debout  accompagné des deux cavaliers en habits agenouillés près de lui.